# مسعود محمد موسي
مسعود محمد موسى (بالأمهرية: መስኡድ መሀመድ)‏ (من مواليد 18 فبراير 1990) هو لاعب كرة قدم إثيوبي محترف يلعب كلاعب خط وسط للنادي الإثيوبي جيما أبا جيفار، والمنتخب الإثيوبي.

## روابط خارجية
- مسعود محمد موسي على موقع الاتحاد الدولي (مؤرشف)  (الإنجليزية)
- مسعود محمد موسي على موقع قاعدة بيانات كرة القدم.إي يو (الإنجليزية)
- مسعود محمد موسي على موقع ناشيونال فوتبول تيمز (الإنجليزية)
- مسعود محمد موسي على موقع Soccerway.com (الإنجليزية)